# Notes sur Quelques Plantas Critiques
Notes sur Quelques Plantas Critiques (abreviado Notes Crit.) es un libro ilustrado con descripciones botánicas que fue editado por el botánico y micólogo francés Ernest Saint-Charles Cosson. Fue publicado en los años 1849 a 1852 con el nombre de Notes sur Quelques Plantas Critiques, Rares ou Nouvelles.